# Inés Martín Rodrigo
Inés Martín Rodrigo (Madrid, 1983) es una escritora y periodista española, ganadora del Premio Nadal de novela en 2022 por su obra Las formas del querer.

## Biografía
Pasó su infancia en un pueblo extremeño, donde su madre, Aurora Rodrigo, maestra, le aficionó a la literatura. Falleció cuando Inés tenía catorce años.
Tras licenciarse en Periodismo por la Universidad Complutense de Madrid, trabajó durante catorce años en el área de Cultura del ABC Cultural y, en la actualidad, forma parte del equipo del suplemento literario Abril, del grupo Prensa Ibérica. También es colaboradora de El Ojo Crítico, el programa cultural de RNE. En 2019 fue seleccionada por la Agencia Española de Cooperación Internacional para el Desarrollo (AECID) en la primera edición del programa «10 de 30», que busca dar a conocer y promocionar en el extranjero la obra de una decena de escritores españoles entre los 30 y los 40 años. Ha formado parte del jurado del Premio Ojo Crítico de Novela y ha organizado coloquios en el Hay Festival Segovia.
Previas a la novela premiada, Las formas del querer, son la ficción biográfica Azules son las horas (2016), la antología de entrevistas a escritoras, Una habitación compartida (2020) y el cuento infantil Giselle (2020), basado en el ballet del mismo nombre. Ha prologado obras de autores como David Foster Wallace, Virginia Woolf o Carmen Laforet.
En 2023 publica Una homosexualidad propia.

## Obras
- Azules son las horas. Espasa, 2016.[9][7]
- David Foster Wallace, el genio que no supo divertirse, en la obra colectiva La obra David Foster Wallace: Portátil. Random House, 2016.[10]
- «Naufragio», en El cuaderno caníbal, Antología de cuentos. Pálido Fuego, 2017.[10]
- Prólogo de la edición en español de El diario de Virginia Woolf. Vol. I (1915-1919). Tres Hermanas, 2017.[10]
- Una habitación compartida: conversaciones con grandes escritoras. Debate, 2020. Entrevista a diferentes escritoras como Ida Vitale, Zadie Smith, Elena Poniatowska y Margaret Atwood.[11]
- Giselle. Tres Hermanas, 2020. Colaboración con la ilustradora Raquel Aparicio, un álbum ilustrado adaptado musicalmente por la Compañía Nacional de Danza.[6]
- Las formas del querer. Destino, 2022. Galardonada con el Premio Nadal.[2][4][6]
- Una homosexualidad propia, 2023.[12]

## Premios
- Premio Nadal de novela (2022) con Las formas del querer, un premio que la autora dedicó a su madre en el discurso de aceptación.[2][4][6]
- Premio de la Crítica de Madrid de novela (2023) con Las formas del querer.[13]